# Chrysomela saliceti
Chrysomela saliceti är en skalbaggsart som först beskrevs av Julius Weise 1884.  Chrysomela saliceti ingår i släktet Chrysomela, och familjen bladbaggar. Arten är reproducerande i Sverige.